# Grèvol fosc
El grèvol fosc (Dendragapus obscurus) és una espècie d'ocell de la família dels fasiànids (Phasianidae) que habita boscos de coníferes des del sud d'Alaska, a través del Canadà occidental, a la llarga de les muntanyes Rocoses fins als Estats Units, arribant fins a Arizona, Nou Mèxic i Colorado.